# تفسير مجاهد
تفسير مجاهد أحد كتب تفسير القران الكريم، ألفه التابعي مجاهد بن جبر.

## أسلوب التفسير
كان مجاهد من أكثر أصحاب عبد الله بن عباس رواية عنه في التفسير وكان أوثقهم، ولهذا أعتمد على تفسيره الشافعي والبخاري وغيرهما، ونجد البخاري في كتاب التفسير من الجامع الصحيح ينقل كثيراً من التفسير عن مجاهد، وقد استفاضت نقول السلف على كون مجاهد من أعلم التابعين بتفسير كتاب الله.
وقد اخرج ابن جرير الطبري عن أبي بكر الحنفي قال سمعت سفيان الثوري يقول:«إذا جاءك التفسير عن مجاهد فحسبك».
أتى الكتاب في ترتيبه موافقًا لترتيب السور والآيات في المصحف الشريف، كما أنه لم يتعرض لسورة الفاتحة ولا لسورة الكافرون بأدنى تفسير، ويظهر للناظر في هذا الكتاب منذ الوهلة الأولى أن التفسير ليس فيه شمول الاستيعاب، وإنما هو إيضاح لغوي لمعاني بعض الآيات بألفاظ مختصرة مع الإشارة إلى بعض الاستنباطات الفقهية التي اعتمدها علماء الفقه فيما بعد في مذاهبهم الفقهية، وبعض المباحث الكلامية التي كانت بعد ذلك نواة لبعض المتكلمين في كلامهم.
وكأي إمام انفرد مجاهد ببعض الآراء التي خولف فيها في تفسير بعض الآيات، والتي عبرت عن شخصيته العلمية، ولا وجه للكلام في العلم بمثلها لاسيما في علم مثل علم التفسير إذ الأمر فيه اجتهادي لأنه متعلق بالقرآن، والقرآن بحر لا قاع له.

## وصلات خارجية
- تحميل تفسير مجاهد المكتبة الوقفية
- تحميل تفسير مجاهد المكتبة الشاملة
- رابط قراءة تفسير مجاهد